# Aristobia pendleburyi
Aristobia pendleburyi là một loài bọ cánh cứng trong họ Cerambycidae.